# 涅斯塔尼奇
50°14′36″N 24°29′39″E / 50.24333°N 24.49417°E
涅斯塔尼奇（烏克蘭語：Нестаничі），是烏克蘭西部的村莊，隸屬利維夫州的舍普季茨基區。該村始建於1512年，面積1.78平方公里，海拔高度215米，2001年人口556，人口密度每平方公里312.89人。